# ロールストランド

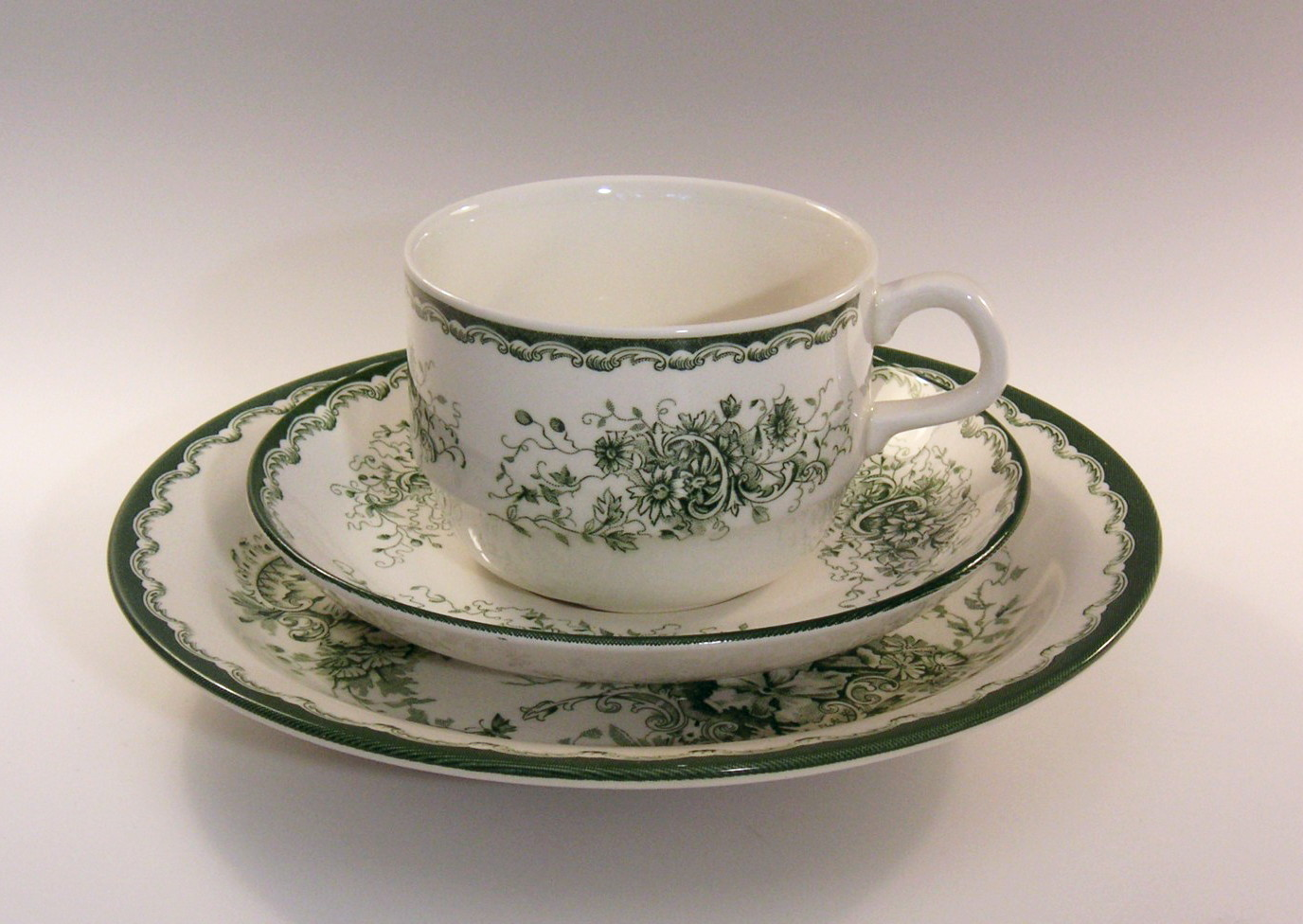
ロングセラーの「Grön Anna」茶碗

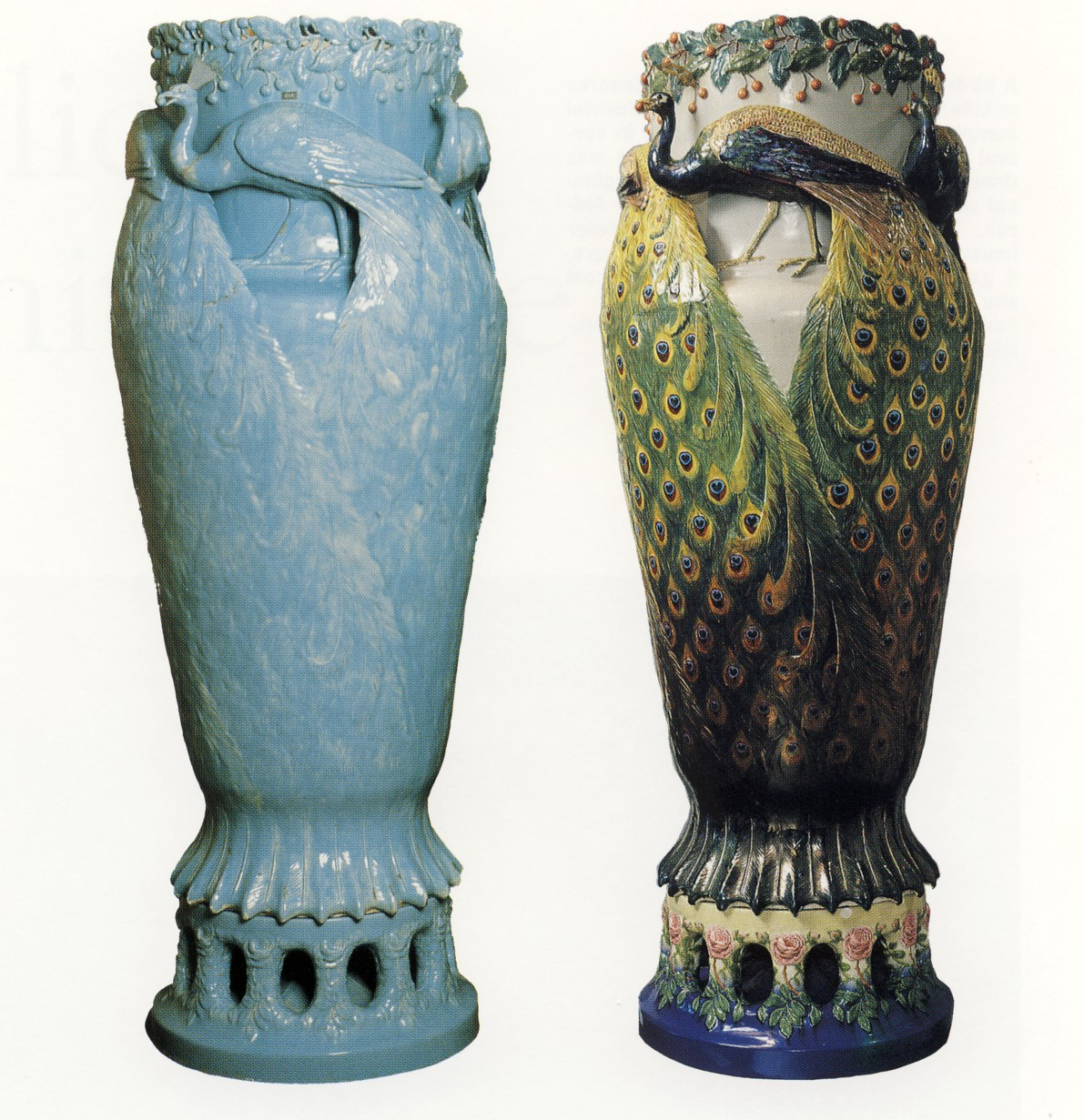
1897年の「孔雀花瓶」2種類

ロールストランド(RÖRSTRAND)は、スウェーデンの陶器メーカー。1726年ヨハン・ウルフがスウェーデン王室御用達窯として創業。スウェーデンでは経済の再建手段として、1746年からロールストランド製品の輸出を開始した。2001年からはフィンランドのiittalaブランドに統合され、次々と底面のマークがイッタラに置き替わりつつある。
第二次世界大戦後、スウェーデン工業協会が「芸術家を産業現場に」という提唱のもと、多くの陶芸家・デザイナーを招き入れ、シンプルで芸術性に富んだ「スカンジナビア・デザイン」を展開し、人々を魅了する。また、ノーベル賞授賞式の晩餐会で使用される食器は決まってロールストランドの「ノーベル」である。
また、王室御用達らしくGripsholmと呼ばれる王冠を模したパターンはグスタフ3世が晩餐会用に発注して以来使用されるようになったものであるが、1971年に製造が中止されている。
フィンランドのアラビア(ARABIA)も、1873年にロールストランドの事業拡大に伴って創業設立されたものである。

## 代表作
- 「ノーベル」
- 「サイドボーン」
- 「ルイズ」
- 「オリゴ（origo）」